# JazzBaltica
JazzBaltica ist ein Jazz-Festival in Schleswig-Holstein, das seit 1991 jährlich an einem Wochenende im Juni stattfindet. Es wurde mit dem Ziel gegründet, die kulturelle Zusammenarbeit der Ostsee-Anrainerstaaten zu fördern, indem Musiker und insbesondere junge Talente in wechselnden Besetzungen zusammenkommen. Bis 2011 war das  der zentrale Veranstaltungsort Gut Salzau im Kreis Plön. Seit 2012 gastierte das Festival auf dem Gelände der Evers-Werft in Timmendorfer Strand-Niendorf. Ab 2018 findet JazzBaltica im Neuen Kurpark von Timmendorfer Strand statt.

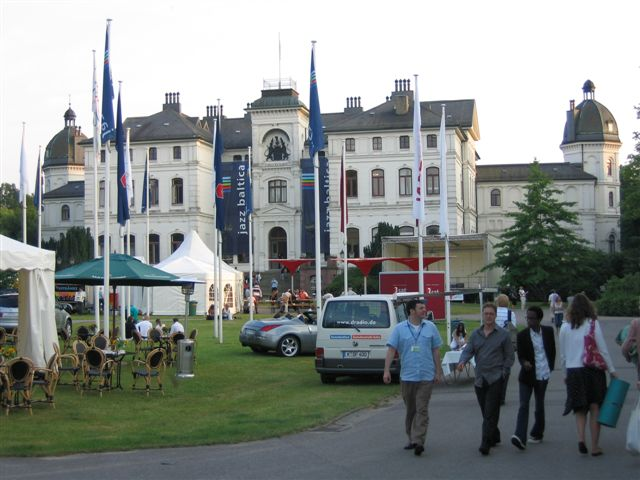
Spielort Gut Salzau, 2006

## Geschichte

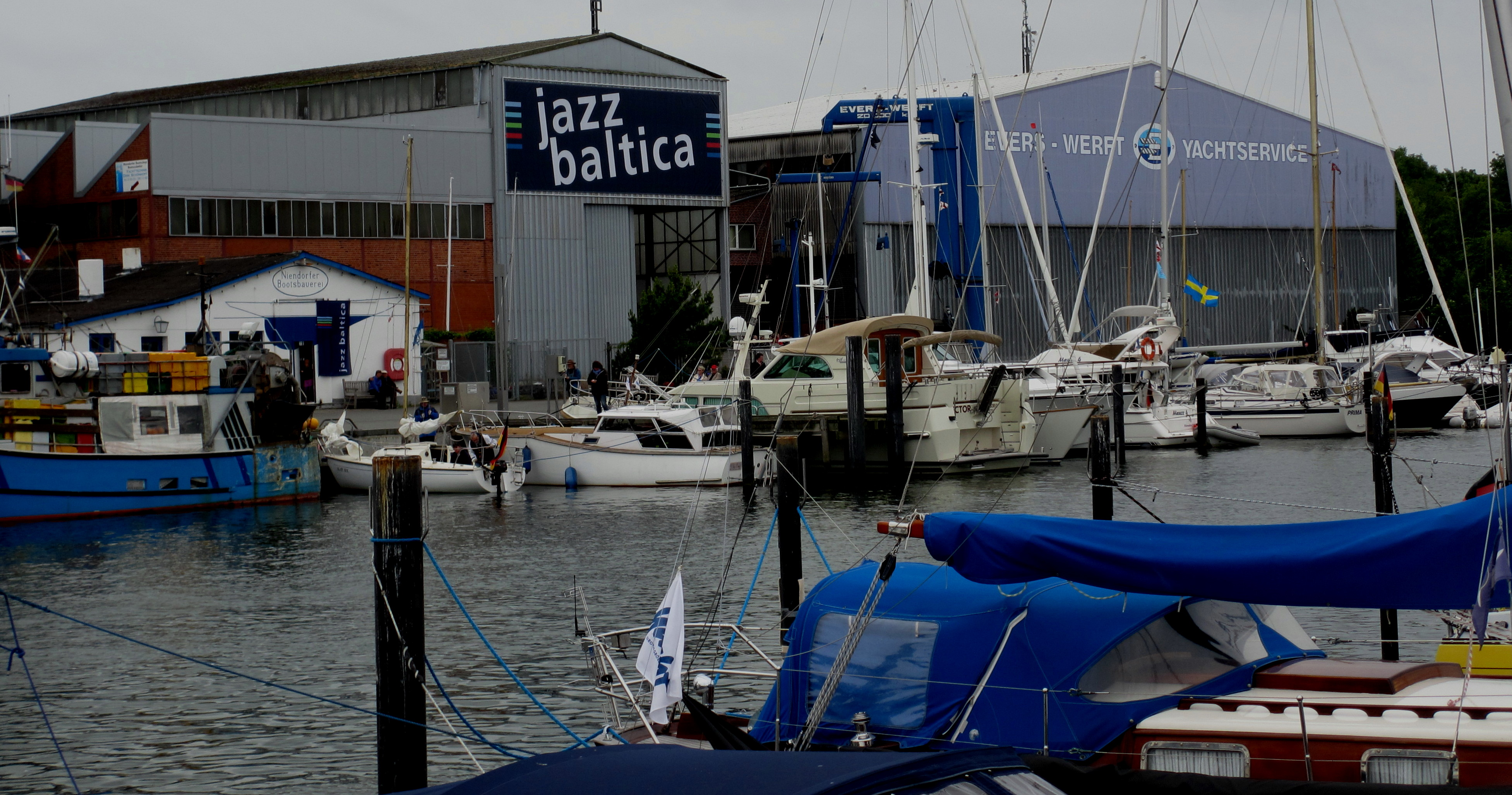
Spielort Evers-Werft, Niendorfer Hafen, 2013

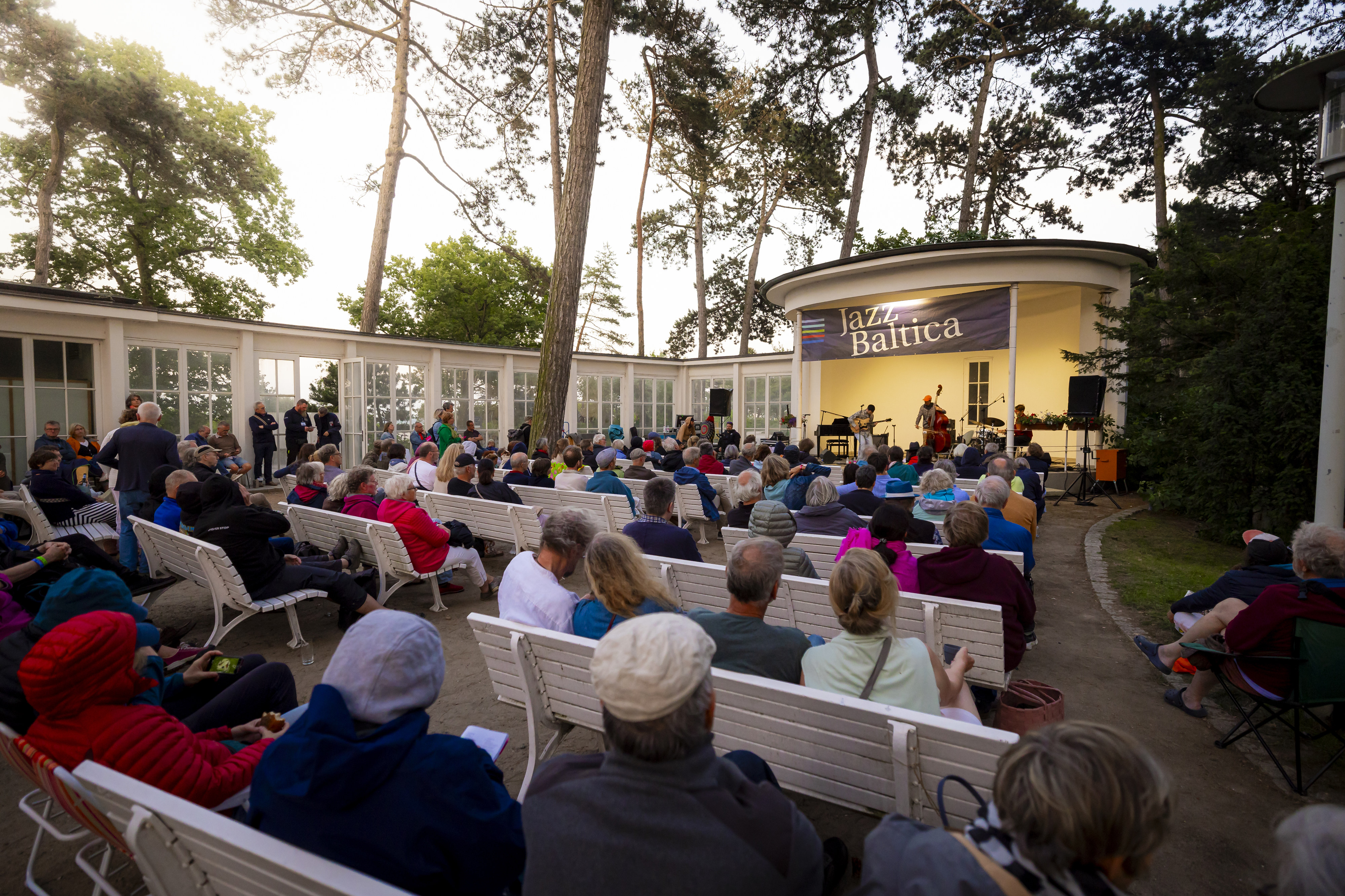
Spielort Timmendorfer Strand, 2024

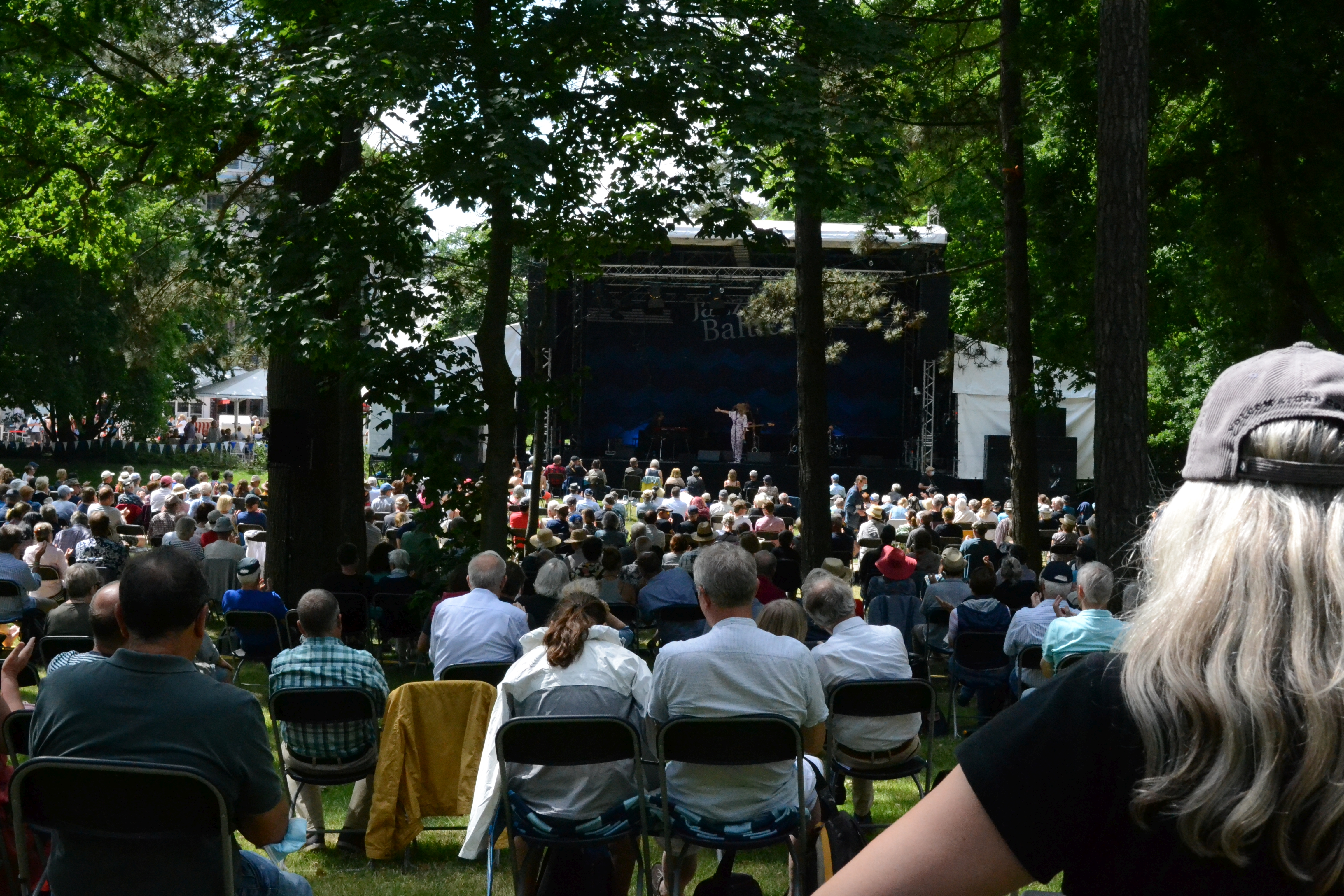
Spielort Kurpark Timmendorfer Strand, 2021

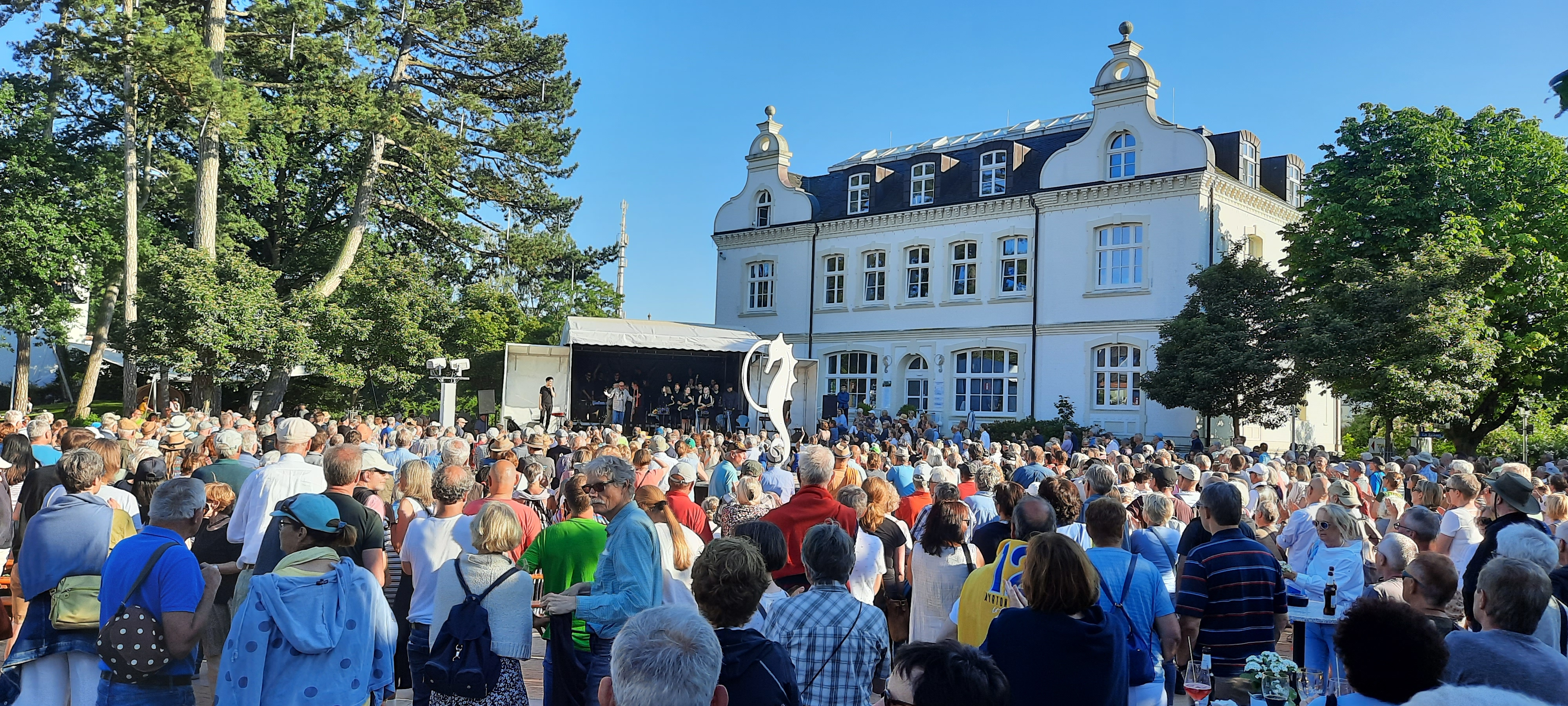
Eröffnungskonzert auf dem Timmendorfer Platz, 23. Juni 2022

1991 veranstaltete der Landesmusikrat Schleswig-Holstein in Zusammenarbeit mit dem Ministerium für Bildung, Wissenschaft, Jugend und Kultur des Landes Schleswig-Holstein das erste JazzBaltica unter der Überschrift „Ars Baltica Prolog 1991“. Die Initiative zu JazzBaltica ging vom damaligen schleswig-holsteinischen Ministerpräsidenten Björn Engholm aus, ein begeisterter Jazzliebhaber, mit dem Ziel, die kulturelle Zusammenarbeit der Ostsee-Anrainerstaaten zu fördern.
Veranstaltungsort in den ersten beiden Jahren war Kiel, wo das Festival seinen Anfang nahm – einem Konzert für Lyrik, Prosa und Schlagzeug mit Günter Grass und Günter „Baby“ Sommer.
Die künstlerische und organisatorische Leitung von JazzBaltica lag bis 1999 in Händen von Rainer Haarmann (Kulturministerium SH), Nis-Edwin List-Petersen, Arvid Maltzahn (Landesmusikrat SH) und Christian Stöhrmann (TSBW Husum). Seit 2002 ist das Festival Teil des Schleswig-Holstein Musik Festivals; künstlerischer Leiter des Festivals war bis 2011 Rainer Haarmann.
2011 wurden die zentralen Veranstaltungen in das Landeskulturzentrum Salzau verlegt, wo das Festival bis 2011 jedes Jahr im Sommer stattfand. Zum Konzept von JazzBaltica gehört es, einmalige Projekte anzustoßen, Musiker – auch in wechselnden Besetzungen – zusammenzubringen und junge Talente zu fördern.
Eine Besonderheit des Festivals ist, dass JazzBaltica unter wechselnder musikalischer Leitung mit wechselnden Musikern aus dem deutschen, skandinavischen und baltischen Raum jedes Jahr stattfindet. Zu den Leitern gehörten Jazzmusiker und Komponisten wie David Murray, Vince Mendoza, Django Bates, Maria Schneider, Bengt-Arne Wallin, Niels-Henning Ørsted Pedersen & Ole Kock Hansen, Tim Hagans, Conrad Herwig, Lars Danielsson, Wolfgang Haffner, Steven Bernstein und Johannes Enders.
Neben regelmäßig beim Festival gastierenden Musikern finden hier auch weniger bekannte Künstler eine Plattform. Das reicht von Künstlern der schleswig-holsteinischen Szene bis zu talentierten jungen Musikern aus Skandinavien und den baltischen Staaten.
Von 2005 bis 2012 wurde JazzBaltica jeweils unter ein besonderes Motto gestellt:
- 2004: „Voices in Jazz“[5]
- 2005: „on drums“
- 2006: „on piano“
- 2007: „on trumpet“
- 2008: „on sax“
- 2009: „bigband battle“
- 2010: „twenty years with friends“
- 2011: „piano, piano“ remembering esbjörn
- 2012: „new places, familiar faces“

Mit der Ankündigung der schleswig-holsteinischen Landesregierung, die Zuschüsse zum Festival ab 2011 zu streichen, sowie der Absichtserklärung, das Herrenhaus Salzau verkaufen zu wollen, wurde JazzBaltica 2011 mit einem gekürzten Programm letztmals am Standort Salzau durchgeführt.
JazzBaltica fand ab 2012 auf dem Gelände der Evers-Werft in Timmendorfer Strand/Niendorf einen neuen Austragungsort unter der künstlerischen Leitung von Nils Landgren.
2018 fand JazzBaltica erstmals im Neuen Kurpark von Timmendorfer Strand statt. 2020 und 2021 beschränkten sich die Festivalaktivitäten aufgrund der COVID-19-Pandemie auf ein reduziertes Programm, vorrangig mit Fernsehkonzerten; 2022 besuchten wieder 17.500 Menschen die Veranstaltungen.
Die Konzerte auf der MainStage werden vom ZDF aufgezeichnet und im Livestream übertragen. Anschließend stehen die Konzertaufzeichnungen in der ZDF Mediathek sowie auf dem YouTube-Kanal von JazzBaltica zur Verfügung.

## IB.SH-JazzAward
Seit 2008 wird jährlich an herausragende Nachwuchs-Jazz-Musiker – vornehmlich aus dem norddeutschen Raum – der IB.SH-JazzAward (vormals „Förderpreis JazzBaltica“) vergeben. Die mit 5.000 Euro dotierten Preisgelder wurden von der Investitionsbank Schleswig-Holstein gestiftet.
Preisträger
- 2025 Lennart Meyer, Sänger, Bassist und Musikproduzent[15]
- 2024 Laila Nysten, Geigerin und Sängerin[16]
- 2023 Ella Burkhardt, Sängerin[17]
- 2022 Ilja Ruf, Pianist, auch Klarinettist und Sänger[9]
- 2021 Christian Höhn, Trompeter[18]
- 2020 Keno Harriehausen, Pianist[19]
- 2019 Vincent Niessen, Bassist[20]
- 2018 David Grabowski, Hamburger Jazzgitarrist[21]
- 2017 Anna-Lena Schnabel, Hamburger Saxophonistin und Flötistin[22]
- 2016 Lisa-Rebecca Wulff, Hamburger Bassistin
- 2015 Katharina „Tini“ Thomsen, Hamburger Saxophonistin und Komponistin
- 2014 Me and My BoomBox, siebenköpfige Band aus Hamburg
- 2013 Frashback, Jazz-Piano-Trio aus Lübeck um dem Pianisten Eric Staiger[23]
- 2012 Flickstick, die Band der Berliner Saxophonistin Birgitta Flick und der Hamburger Posaunistin Lisa Stick[24]
- 2011 Clara Haberkamp,[25][26] Jazz-Pianistin mit eigener Trio Formation
- 2010 hälftig aufgeteilt, an Moritz Baumgärtner Trio[27] sowie Charlotte Greve[28], Altsaxophon und das von ihr geführte Lisbeth Quartett
- 2009 LandesJugendJazzOrchester Schleswig-Holstein
- 2008 Firomanum (Arne Jansen, Niels Klein, Eva Kruse, Nils Tegen)[29]